# 尖山街道 (水城县)
尖山街道，是中华人民共和国贵州省六盤水市水城区下辖的一个街道办事处。
2015年6月4日，贵州省人民政府批复同意水城县乡镇行政区划调整，新设置的尖山街道辖原滥坝镇尖山村、白腻村、滴水岩村和法都村（一组、二组、三组、四组）地域，街道办事处驻尖山村。

## 行政区划
尖山街道下辖以下地区：
滴水岩村、尖山村和白腻村。